# Bombyliomyia albiceps
Bombyliomyia albiceps är en tvåvingeart som först beskrevs av Wulp 1888.  Bombyliomyia albiceps ingår i släktet Bombyliomyia och familjen parasitflugor.
Artens utbredningsområde är Costa Rica. Inga underarter finns listade.